# Міжамериканська рада оборони
Inter-American Defense Board (IADB; Міжамериканська рада оборони) — міжнародний комітет призначених посадових осіб від держав Америки, що розробляє спільні підходи щодо загальних питань оборони. У комітеті представлені країни Північної, Центральної та Південної Америки. Рада надає технічні консультації та послуги ОАД.

## Історія
IADB було засновано 1942 року міністрами закордонних справ 21 країни, що припало на середину Другої світової війни. Нині Рада є найстарішою міжнародною організацією безпеки у світі.
У березні 2006 ОАД формально оформила підпорядкованість Ради. Станом на ту дату 26 із 34 членів ОАД також були членами Ради.